# Gustav Larsson
Gustav Erik Larsson (Gemla, Småland,20 de septiembre de 1980) es un ciclista sueco que fue profesional desde 2001 hasta 2016.
Larsson es un especialista en contrarreloj, modalidad en la que más ha destacado a nivel internacional, destacando la 2.ª posición lograda en el mundial de 2009 y la medalla de plata en los Juegos Olímpicos de Pekín 2008.
Al terminar la temporada 2011 fichó por el equipo ciclista neerlandés Vacansoleil-DCM, tras discusiones con Bjarne Riis por no poder participar en ninguna gran vuelta de 2011.

## Palmarés
| 2001 - 1 etapa del Tour de Brandemburgo - 2.º en el Campeonato de Suecia Contrarreloj 2002 - Tour de Eslovaquia, más 1 etapa - 1 etapa del G. P. Ringerike - 1 etapa del Tour de Brandemburgo - 2.º en el Campeonato de Suecia Contrarreloj 2006 - Campeonato de Suecia Contrarreloj 2007 - Campeonato de Suecia Contrarreloj - 3.º en el Campeonato de Suecia en Ruta 2008 - 2.º en el Campeonato de Suecia Contrarreloj - 1 etapa de la Vuelta a Dinamarca - 2.º en los Juegos Olímpicos Contrarreloj 2009 - Tour de Poitou-Charentes, más 1 etapa - 2.º en el Campeonato del Mundo Contrarreloj | 2010 - 1 etapa del Giro de Italia - 2.º en el Campeonato de Suecia en Ruta - Campeonato de Suecia Contrarreloj - 1 etapa de la Vuelta a la Comunidad de Madrid - Tour de Limousin, más 1 etapa 2011 - Campeonato de Suecia Contrarreloj 2012 - 1 etapa de la París-Niza - Campeonato de Suecia Contrarreloj 2013 - Campeonato de Suecia Contrarreloj 2015 - Campeonato de Suecia Contrarreloj 2016 - 3.º en el Campeonato de Suecia Contrarreloj |

## Resultados en Grandes Vueltas y Campeonatos del Mundo
Durante su carrera deportiva consiguió los siguientes puestos en las Grandes Vueltas y Campeonatos del Mundo:
| Carrera              | Carrera              | 2003 | 2004 | 2005 | 2006  | 2007 | 2008 | 2009 | 2010 | 2011 | 2012 | 2013 | 2014 | 2015 | 2016 |
| -------------------- | -------------------- | ---- | ---- | ---- | ----- | ---- | ---- | ---- | ---- | ---- | ---- | ---- | ---- | ---- | ---- |
|                      | Giro de Italia       | —    | —    | —    | 66.º  | —    | 14.º | —    | 59.º | —    | 35.º | —    | —    | —    | —    |
|                      | Tour de Francia      | —    | —    | —    | 103.º | —    | —    | 50.º | —    | —    | Ab.  | —    | —    | —    | —    |
|                      | Vuelta a España      | —    | —    | —    | —     | —    | —    | —    | 18.º | —    | —    | —    | —    | —    | —    |
| Mundial en Ruta      | Mundial en Ruta      | Ab.  | 78.º | —    | —     | 29.º | 40.º | —    | 75.º | —    | 45.º | —    | —    | —    | —    |
| Mundial Contrarreloj | Mundial Contrarreloj | 16.º | 4.º  | 27.º | 25.º  | 15.º | 5.º  | 2.º  | 10.º | 12.º | 19.º | 9.º  | —    | 38.º | —    |

—: no participa

Ab.: abandono

## Equipos
- Team Crescent (2001-2002)
- Fassa Bortolo (2003[1] -2005)
- Française des Jeux (2006)
- Unibet.com (2007)
- CSC/Saxo Bank (2008-2011)
  - Team CSC (2008 hasta junio)
  - Team CSC-Saxo Bank (2008)
  - Team Saxo Bank (2009-2010)
  - Saxo Bank Sungard (2011)
- Vacansoleil-DCM Pro Cycling Team (2012)
- IAM Cycling (2013-2014)
- Cult Energy Pro Cycling (2015)
- ColoQuick CULT (2016)